# Sigle de două litere
Sigle de două litere sunt combinații de două litere, de o literă cu o cifră sau de o cifră cu o literă.
| Sigle de o literă                       |                               |
| Sigle de două litere                    |                               |
| Sigle de trei litere                    |                               |
| AAA → DZZ EAA → HZZ IAA → LZZ MAA → PZZ | QAA → TZZ UAA → XZZ YAA → ZZZ |
| Sigle de patru litere                   |                               |
| Sigle de cinci litere                   |                               |
| Sigle de șase litere                    |                               |

## Literă cu cifră
```
A0
 
A1
 
A2
 
A3
 
A4
 
A5
 
A6
 
A7
 
A8
 
A9

B0
 
B1
 
B2
 
B3
 
B4
 
B5
 
B6
 
B7
 
B8
 
B9

C0
 
C1
 
C2
 
C3
 
C4
 
C5
 
C6
 
C7
 
C8
 
C9

D0
 
D1
 
D2
 
D3
 
D4
 
D5
 
D6
 
D7
 
D8
 
D9

E0
 
E1
 
E2
 
E3
 
E4
 
E5
 
E6
 
E7
 
E8
 
E9

F0
 
F1
 
F2
 
F3
 
F4
 
F5
 
F6
 
F7
 
F8
 
F9

G0
 
G1
 
G2
 
G3
 
G4
 
G5
 
G6
 
G7
 
G8
 
G9

H0
 
H1
 
H2
 
H3
 
H4
 
H5
 
H6
 
H7
 
H8
 
H9

I0
 
I1
 
I2
 
I3
 
I4
 
I5
 
I6
 
I7
 
I8
 
I9

J0
 
J1
 
J2
 
J3
 
J4
 
J5
 
J6
 
J7
 
J8
 
J9

K0
 
K1
 
K2
 
K3
 
K4
 
K5
 
K6
 
K7
 
K8
 
K9

L0
 
L1
 
L2
 
L3
 
L4
 
L5
 
L6
 
L7
 
L8
 
L9

M0
 
M1
 
M2
 
M3
 
M4
 
M5
 
M6
 
M7
 
M8
 
M9

N0
 
N1
 
N2
 
N3
 
N4
 
N5
 
N6
 
N7
 
N8
 
N9

O0
 
O1
 
O2
 
O3
 
O4
 
O5
 
O6
 
O7
 
O8
 
O9

P0
 
P1
 
P2
 
P3
 
P4
 
P5
 
P6
 
P7
 
P8
 
P9

Q0
 
Q1
 
Q2
 
Q3
 
Q4
 
Q5
 
Q6
 
Q7
 
Q8
 
Q9

R0
 
R1
 
R2
 
R3
 
R4
 
R5
 
R6
 
R7
 
R8
 
R9

S0
 
S1
 
S2
 
S3
 
S4
 
S5
 
S6
 
S7
 
S8
 
S9

T0
 
T1
 
T2
 
T3
 
T4
 
T5
 
T6
 
T7
 
T8
 
T9

U0
 
U1
 
U2
 
U3
 
U4
 
U5
 
U6
 
U7
 
U8
 
U9

V0
 
V1
 
V2
 
V3
 
V4
 
V5
 
V6
 
V7
 
V8
 
V9

W0
 
W1
 
W2
 
W3
 
W4
 
W5
 
W6
 
W7
 
W8
 
W9

X0
 
X1
 
X2
 
X3
 
X4
 
X5
 
X6
 
X7
 
X8
 
X9

Y0
 
Y1
 
Y2
 
Y3
 
Y4
 
Y5
 
Y6
 
Y7
 
Y8
 
Y9

Z0
 
Z1
 
Z2
 
Z3
 
Z4
 
Z5
 
Z6
 
Z7
 
Z8
 
Z9
```

## Cifră cu literă
```
0A
 
0B
 
0C
 
0D
 
0E
 
0F
 
0G
 
0H
 
0I
 
0J
 
0K
 
0L
 
0M
 
0N
 
0O
 
0P
 
0Q
 
0R
 
0S
 
0T
 
0U
 
0V
 
0W
 
0X
 
0Y
 
0Z

1A
 
1B
 
1C
 
1D
 
1E
 
1F
 
1G
 
1H
 
1I
 
1J
 
1K
 
1L
 
1M
 
1N
 
1O
 
1P
 
1Q
 
1R
 
1S
 
1T
 
1U
 
1V
 
1W
 
1X
 
1Y
 
1Z

2A
 
2B
 
2C
 
2D
 
2E
 
2F
 
2G
 
2H
 
2I
 
2J
 
2K
 
2L
 
2M
 
2N
 
2O
 
2P
 
2Q
 
2R
 
2S
 
2T
 
2U
 
2V
 
2W
 
2X
 
2Y
 
2Z

3A
 
3B
 
3C
 
3D
 
3E
 
3F
 
3G
 
3H
 
3I
 
3J
 
3K
 
3L
 
3M
 
3N
 
3O
 
3P
 
3Q
 
3R
 
3S
 
3T
 
3U
 
3V
 
3W
 
3X
 
3Y
 
3Z

4A
 
4B
 
4C
 
4D
 
4E
 
4F
 
4G
 
4H
 
4I
 
4J
 
4K
 
4L
 
4M
 
4N
 
4O
 
4P
 
4Q
 
4R
 
4S
 
4T
 
4U
 
4V
 
4W
 
4X
 
4Y
 
4Z

5A
 
5B
 
5C
 
5D
 
5E
 
5F
 
5G
 
5H
 
5I
 
5J
 
5K
 
5L
 
5M
 
5N
 
5O
 
5P
 
5Q
 
5R
 
5S
 
5T
 
5U
 
5V
 
5W
 
5X
 
5Y
 
5Z

6A
 
6B
 
6C
 
6D
 
6E
 
6F
 
6G
 
6H
 
6I
 
6J
 
6K
 
6L
 
6M
 
6N
 
6O
 
6P
 
6Q
 
6R
 
6S
 
6T
 
6U
 
6V
 
6W
 
6X
 
6Y
 
6Z

7A
 
7B
 
7C
 
7D
 
7E
 
7F
 
7G
 
7H
 
7I
 
7J
 
7K
 
7L
 
7M
 
7N
 
7O
 
7P
 
7Q
 
7R
 
7S
 
7T
 
7U
 
7V
 
7W
 
7X
 
7Y
 
7Z

8A
 
8B
 
8C
 
8D
 
8E
 
8F
 
8G
 
8H
 
8I
 
8J
 
8K
 
8L
 
8M
 
8N
 
8O
 
8P
 
8Q
 
8R
 
8S
 
8T
 
8U
 
8V
 
8W
 
8X
 
8Y
 
8Z

9A
 
9B
 
9C
 
9D
 
9E
 
9F
 
9G
 
9H
 
9I
 
9J
 
9K
 
9L
 
9M
 
9N
 
9O
 
9P
 
9Q
 
9R
 
9S
 
9T
 
9U
 
9V
 
9W
 
9X
 
9Y
 
9Z
```